# Юрий Томин
Юрий Генадиевич Томин е съветски руски писател.

## Биография
Роден във Владивосток, откъдето семейството се премества в Ленинград, а по време на войната Юрий Томин е евакуиран първо в Сталинград, след това в Горки, върнат в Ленинград през 1945 г. Постъпва в Ленинградското висше морско училище, но учи там само една година, след което се премества във Физическия факултет на Ленинградския държавен университет, който завършва през 1952 г. със специалност геофизика. Работи по специалността си от 1952 до 1955 г. в Западен Сибир, в същото време аспирант в Института по метрология на името на Д. И. Менделеев, през 1955-1959 г. преподава в университет.
Започва литературната си кариера през 1957 г. с публикация в сп. Костер. През 1959-1960 г. е редактор на детското списание "Искорка" в Ленинград.
Ранните книги на Юрий Томин „Приказката за Атлантида“ (1959) и сборникът с разкази „Диамантени пътеки“ (1960) са написани в реалистичен стил.
От началото на 60-те години започва да пише в жанра на литературните приказки и фентъзи. Най-известната творба на Томин в този жанр е разказът „Из града вървеше магьосник” (1963). Снима се през 1970 г. - филмът "Тайната на желязната врата".
Между другото може да се отбележи дилогията - "Въртележки над града" (1979) и "A, B, В, Г, Д и други" (1982). Въз основа на разказа "Въртележки над града" писателят написва оригиналния сценарий за научнофантастичния филм "Летни впечатления от планетата Z" (1986).
Разказите на Томин съдържат елементи на сатира и много хумор. Героите на писателя са авантюристи, откриватели на новото, романтика. Отличават се не само с мечтателност, но и със способност да се борят, да защитават справедливостта и честта.
Други книги на писателя – „Борка, аз и невидимият” (1962); Случка по време на пътуване (1982), "Обикновен магьосник" (1968), "Витка Мураш - победителят от всички" (1974), "Днес е обратното (1977).

## Известните творби
1. (1963) Из града вървеше магьосник
2. (1979) Въртележки над града
3. (1982) А, Б, В, Г, Д и други